# 潘先儀
潘先儀（英語：Poon Sin-Yee，1962年5月7日—），前香港女藝人，演藝生涯期間曾用藝名潘銑怡、潘銑儀等。早期已簽約嘉禾電影公司出演電影。1985年，潘先儀與黎燕珊、葉玉卿、朱慧珊、梁雁翎參選首屆亞洲小姐競選，奪得亞軍，之後簽約加入亞洲電視，曾一度受到亞視力捧。此後，潘先儀既爲亞洲電視演出，也曾擔任小島樂隊和當時仍是地下樂隊的Beyond的經理人一職。1991年，潘先儀因結婚淡出演藝圈。如今潘先儀致力於形象設計工作，亦有涉足商業活動。

## 商業生涯
1986年潘先儀與陳健添合組經理人公司Kinn's Productions（其後改組為Kinn's Music），簽下小島樂隊和當時仍是地下樂隊的Beyond。次年Beyond推出第一張專輯《亞拉伯跳舞女郎》，在音樂上他們有特別的表現，但在形像上卻再次受到嚴厲的批評，及後的《現代舞台》也出現唱片滯銷的問題。當時寶麗金高層，新藝寶負責人陳少寶銳意讓Beyond走向商業化，於是簽下這隊樂隊，成員也作出各種改變，例如把頭髮剪短，務求要一洗反叛青年的形象，Beyond就此成為香港最有份量的樂隊。
正當Beyond的演藝事業踏上軌道，潘先儀決定引入競爭－－簽約內地歌手。1989年於一個歌唱比賽，簽下王菲並簽約新藝寶，當時寶麗金宣傳部的人說不會把她的歌拿去電台宣傳，於是為她起藝名「王靖雯」而正式出道。這段期間簽約旗下的還包括後來與羅大佑合作的袁鳳瑛，以及當時仍是地下樂隊的水晶迷。
九十年代初期，Kinn's Music再度該組成Kinn's Management，陳健添開始大規模引入內地歌手及組合，簽下黑豹樂隊，並成為赵传、張洪量等滾石唱片歌手在香港的代理人。然而經過多次重組，潘氏逐漸淡出管理層，而Kinn's Management在香港的業務也走下坡。傳聞當時寶麗金側重四大天王（當時稱三大天王）等一線藝人的發展，減少投資於其他歌手的唱片宣傳，推遲出碟的事件屢見不鮮。當時簽約五年的Beyond已發行七張專輯，王菲在短短一年間也推出了三張唱片，可是同公司袁鳳瑛更只推出了《天若有情》這首歌，發展中心明顯傾向於Beyond。後來Beyond為了拓展唱片市場轉投華納唱片，更成為業務由盛轉衰的導火線。1992年陳健添與Beyond因為歌曲版權發生衝突，後來更因為Beyond的經理人Amuse的介入而惹上官非，雙方關係決裂；王菲曾於1991年間赴美，期間傳出拒絕與滾石簽約而公然撕毀合約，及後她改簽陳家瑛作為其經紀人，並重回新藝寶；袁鳳瑛沈寂近一年後，於1991年轉投音樂工廠，音樂事業漸有起色，但星圖平平。而陳健添其後亦北上發展，漸漸淡出Kinn's Management的營運，但一直擔任Beyond的經理人直至黃家駒去世。
1993年黃家駒去世，潘先儀正式退出經紀人的行列，只擔任形象設計等顧問服務。

## 演出

### 電視劇（亞洲電視）
- 1985年 群芳頌
- 1986年 滿堂紅
- 1987年 武林故事
- 1987年 成吉思汗 飾 訶額侖
- 1987年 母親
- 1987年 鐵血藍天
- 1988年 賭徒
- 1988年 十月風暴
- 1988年 滿清十三皇朝 飾 孝和睿皇后
- 1989年 龍鳳喜迎春
- 1989年 夜琉璃
- 1989年 妙探出租
- 1989年 皇家檔案之情陷尖東 飾 Angel
- 1989年 皇家檔案II之黑鳳凰 飾 霍淑娟
- 1989年 皇家檔案III之赤色保鏢 洪楚櫻
- 1994年 龍泉奇俠

### 電影
- 開心樂園 (1985)
- 歡場 (1985)
- 喋血邊緣 (1991)
- 大迷信1993 (1993)